# Zeitgeber
Zeitgeber es un término alemán que podría traducirse como sincronizador o temporizador, pero carece en realidad de un equivalente preciso en el idioma español y podría desglosarse en las palabras Zeit (tiempo) y geber (dador). El concepto hace referencia a cualquier clave o dato exógeno (exterior) que puede provocar la sincronización de un ritmo endógeno. Como consecuencia de la sincronización, se establece y se mantiene una relación de fase estable entre el medio ambiente y el ritmo endógeno, y se asegura la correspondencia del tiempo biológico con el geológico.[cita requerida]
El Zeitgeber o sincronizador más efectivo y común tanto para las plantas como para los animales (incluida en estos últimos la especie humana) es la luz, aunque también funcionan como sincronizadores la temperatura, la disponibilidad de alimento, las interacciones sociales y ciertas manipulaciones farmacológicas. Para mantener la sincronía entre el reloj y el medio ambiente, los zeitgebers inducen cambios en las concentraciones de los componentes moleculares del reloj a niveles que coinciden con la fase apropiada del ciclo de 24 horas, proceso denominado en inglés entrainment (reordenamiento).
El término alemán llegó al inglés cuando Jürgen Aschoff, uno de los fundadores de la cronobiología, lo utilizó en la década de 1960. Desde entonces, es un término común en la ciencia.[cita requerida]